# Panga
Pterogymnus laniarius, mais conhecido como Panga, é um peixe nativo do sudoeste do Oceano Atlântico e do sudoeste do Oceano Índico. Sua carne é branca e suas escamas são geralmente rosadas, com o peito branco e listras azuis e verdes estendidos lateralmente ao longo dos lados.
Em outros países a panga nome pode se referir a uma espécie diferente. Na Indonésia, panga refere-se a Megalaspis cordyla, na Espanha, Países Baixos e Polónia, se refere a Pangasius hypophthalmus, e no Quênia se refere a peixe-espada.

## Vida do peixe
Ao longo de sua vida, um panga sofre alterações periódicas de sexo com até 30% da população sendo hermafrodita de uma vez. Apesar da presença de ambos os órgãos sexuais, é de grande importância considerar improvável que ambos órgãos sejam ativos simultaneamente. Os pangas são lentos para atingir a maturidade sexual, com um tempo mínimo de 4,5 até 14 anos para a duplicação de sua população.
Os pangas se alimentam de estrelas-do-mar e de bivalvias.

## Contaminação
Corre um boato de que estes peixes são contaminados. Embora o teste realizado pela Deco tenha desmentido